# A nevem Lucy Barton
Az A nevem Lucy Barton Elizabeth Strout amerikai írónő 2016-ban megjelent regénye. A regény Strout ötödik regénye, a New York Times Bestselling listájára is felkerült. 2016. január 12-én jelent meg először az Egyesült Államokban a Random House kiadó gondozásában, Magyarországon a Geopen Kiadónál jelent meg 2017-ben Todero Anna fordításában. A regény egy bonyolult anya-lánya kapcsolatot mutat be.
2016-ban jelölték a regényt Man Booker-díjra is.

## Történet
|  | Alább a cselekmény részletei következnek! |

Strout első regénye, amelyben egyes szám első személyben meséli el a történetet. A regény keretét egy kórházi látogatás adja, amelyben öt nap alatt anya és lánya együtt próbálják meg feldolgozni a nehéz gyermekkor traumáit. Lucy Barton szegénységben nőtt fel, egy olyan apa mellett, akinek az erőszakoskodásitól sem ő sem a testvérei nem tudták megvédeni magukat. Testvéreitől eltérően azonban Lucy sikeresen tör ki ebből a környezetből, kerül New Yorkba, válik később sikeres íróvá. A gyermekkor emlékeit azonban mindvégig magában hordozza, jóllehet soha nem mondja ki a kimondhatatlant.
|  | Itt a vége a cselekmény részletezésének! |

## Fogadtatása
Az A nevem Lucy Barton kritikai fogadtatása összességében pozitív volt, és elismerést kapott a Washington Post és a AV Club részéről is. A The Guardian szerint a könyv Strout korábbi regényénél, az Olive Kitteridge-nél is jobb. A New York Times reviewjában Claire Messud író dicsérte a könyv "csodálatosan túl-emberi karaktereit", és szintén előrelépésnek tekintette Strout korábbi munkáihoz képest.

## Magyarul
- A nevem Lucy Barton; ford. Todero Anna; Geopen, Bp., 2017

## Elismerések
- 2016 Man Booker-díj-jelölés.[6]